# Cherubino Ghirardacci

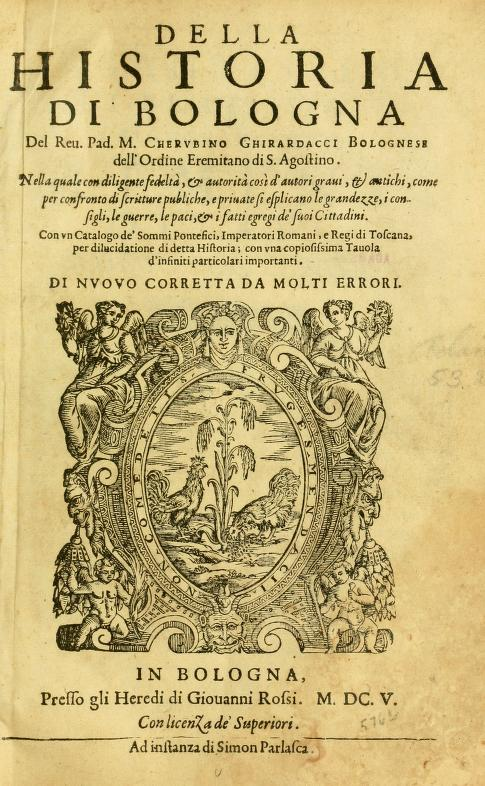
Della historia di Bologna

Cherubino Ghirardacci (* 1519 in Bologna; † 12. Dezember 1598 ebendort) war ein Augustinerpater und Historiker des 16. Jahrhunderts.

## Leben
Er trat um 1532 in den Augustinerorden im Kloster San Giacomo Maggiore in Bologna ein. Nach seiner religiösen und theologischen Ausbildung in Rom und Siena, wo er 1543 zum Priester geweiht wurde, kehrte er 1548 nach Bologna zurück und widmete sich dem Studium der im Kloster aufbewahrten Schriften.
1582 wurde er zum Pfarrer der Kirche Santa Cecilia ernannt und widmete sich weiterhin dem Sammeln von Material und dem Verfassen der Historia di Bologna, deren erster Band 1596 erschien, obwohl sich der Senat von Bologna der Veröffentlichung widersetzte, indem er jahrelang keine Lizenz erteilte.
Nach seinem Tod wurde der zweite Band auf Betreiben des Augustinerpredigers Aurelio Agostino Solimani in der Mitte des 17. Jahrhunderts, wiederum nach heftigen Widerstand durch den Senat, veröffentlicht. Es dauerte weitere 100 Jahre, bis der dritte Band Mitte des 18. Jahrhunderts, auf Betreiben einiger Gelehrter, veröffentlicht wurde.
Das vollständige Werk wurde in drei Bänden veröffentlicht und behandelt die Geschichte der Stadt von ihren Anfängen bis 1508. Ghirardacci, der von einigen als der erste moderne Historiker Bolognas angesehen wird, stützt sich in seinem Werk auf Informationen aus Archiven und nicht auf Überlieferungen, welche nicht immer nachprüfbarer sind.
Das Kulturzentrum Cherubino Ghirardacci, das im Kloster San Giacomo in Bologna eingerichtet wurde, ist nach dem Schriftsteller benannt und widmet sich der Aufarbeitung der historischen Dokumente des Augustinerordens.